# Royal (Illinois)
Royal is een plaats (village) in de Amerikaanse staat Illinois, en valt bestuurlijk gezien onder Champaign County.

## Demografie
Bij de volkstelling in 2000 werd het aantal inwoners vastgesteld op 279. In 2006 is het aantal inwoners door het United States Census Bureau geschat op 272, een daling van 7 (-2,5%).

## Geografie
Volgens het United States Census Bureau beslaat de plaats een oppervlakte van 0,6 km², geheel bestaande uit land. Royal ligt op ongeveer 229 m boven zeeniveau.

## Plaatsen in de nabije omgeving
De onderstaande figuur toont nabijgelegen plaatsen in een straal van 16 km rond Royal.